# Pheidole fowleri

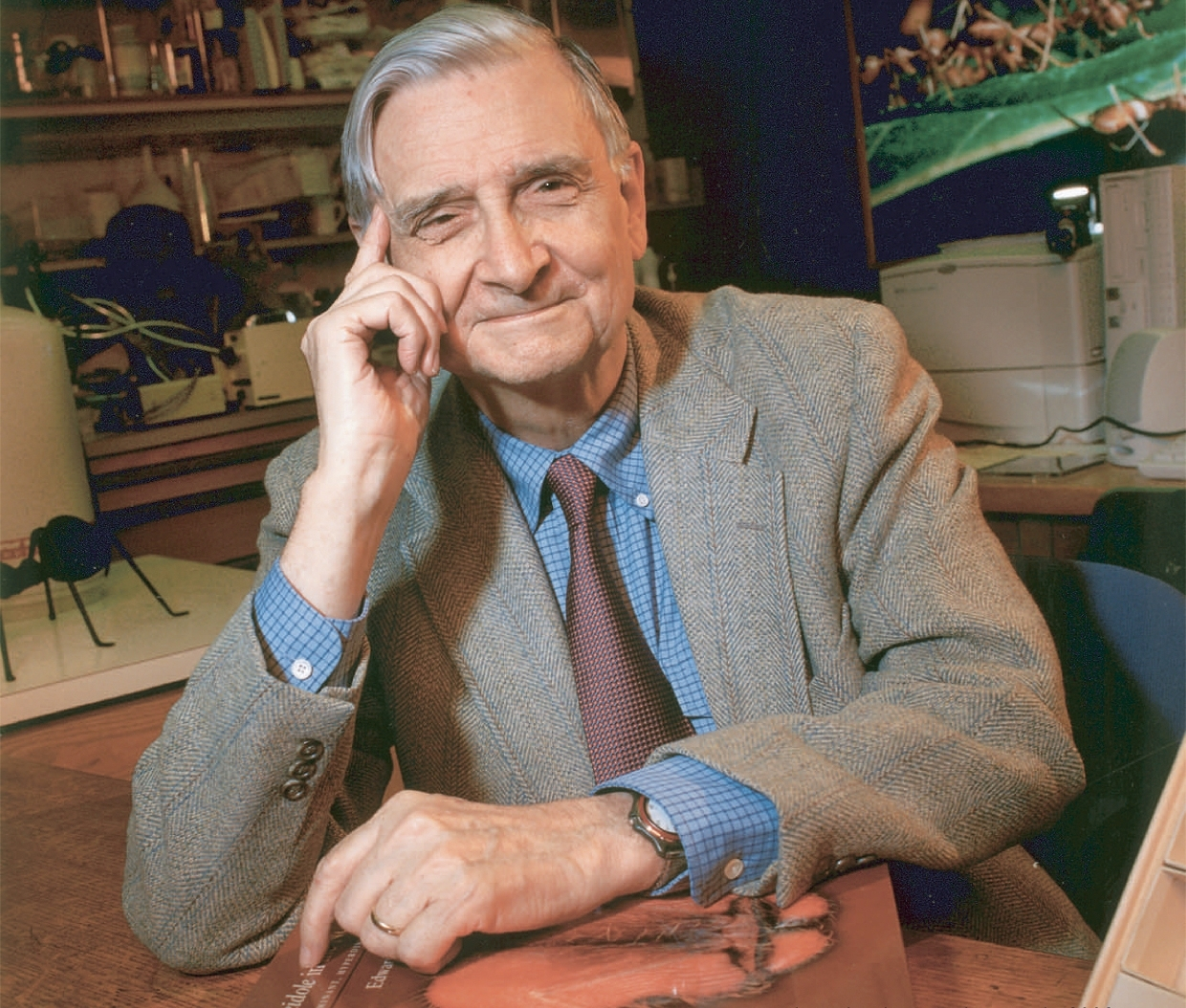
Профессор Эдвард Уилсон, автор первого описания вида.

Pheidole fowleri  (лат.) — вид муравьёв рода Pheidole из подсемейства Myrmicinae (Formicidae). Новый Свет.

## Распространение
Южная Америка: Бразилия (Mato Grosso; Goiania & Morrinhos Junction, Goiás).

## Описание
Мелкие земляные мирмициновые муравьи, длина около 2—3 мм, первый тергит частично шагренированный, голова одноцветная, солдаты красно-жёлтые, рабочие темно-жёлтые (характерные для рода большеголовые солдаты немного крупнее рабочих). Проподеум выпуклый. Затылочный край головы солдат вогнутый. Усики рабочих 12-члениковые с 3-члениковой булавой. Ширина головы крупных солдат — 1,00 мм (длина головы — 1,04 мм). Ширина головы мелких рабочих 0,50 мм, длина головы 0,54 мм, длина скапуса — 0,60 мм. Стебелёк между грудкой и брюшком состоит из двух члеников: петиолюса и постпетиолюса (последний четко отделен от брюшка). Pheidole fowleri относится к видовой группе Pheidole diligens Group и сходен с видами Pheidole hierax и другими, но отличается мелкопунктированным телом и сглаженной скульптурой головы. Вид описан в 2003 году американским мирмекологом профессором Эдвардом Уилсоном и назван в честь бразильского мирмеколога Гарольда Фоулера (Harold Gordon Fowler, Бразилия).